# Lumbrineris simplicis
Lumbrineris simplicis är en ringmaskart som beskrevs av Hartman 1959. Lumbrineris simplicis ingår i släktet Lumbrineris och familjen Lumbrineridae. Inga underarter finns listade i Catalogue of Life.